# Bílý rybník (Kopidlno)
Bílý rybník o rozloze vodní plochy 1,0 ha se nalézá u samoty Kamenský Dvůr asi 2 km západně od centra města Kopidlno v okrese Jičín. Rybník je využíván pro chov ryb a je přístupný po místní účelové komunikaci vedoucí z Kopidlna do Kamenského dvora.

## Galerie

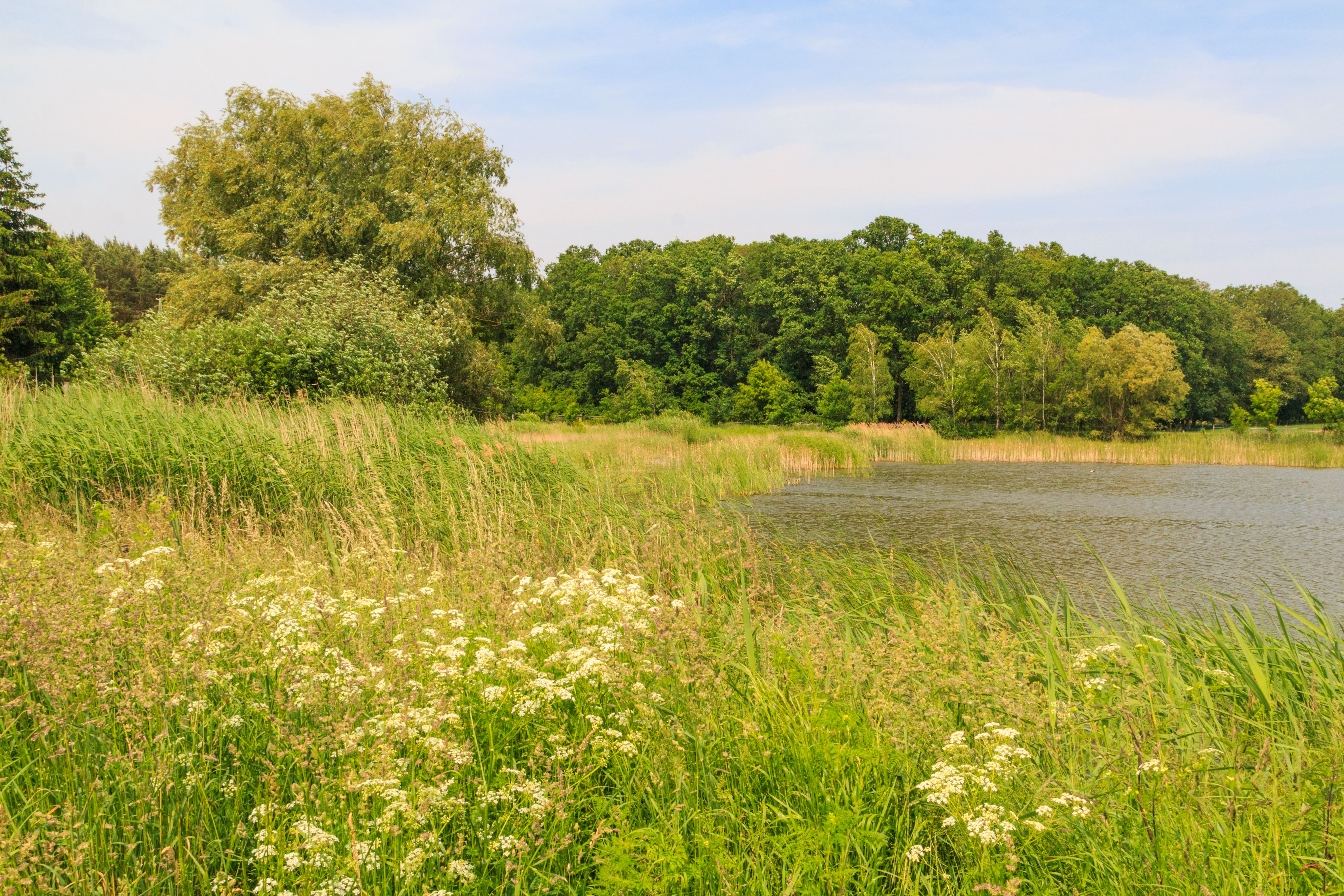
pohled na Bílý rybník u Kamenského dvora
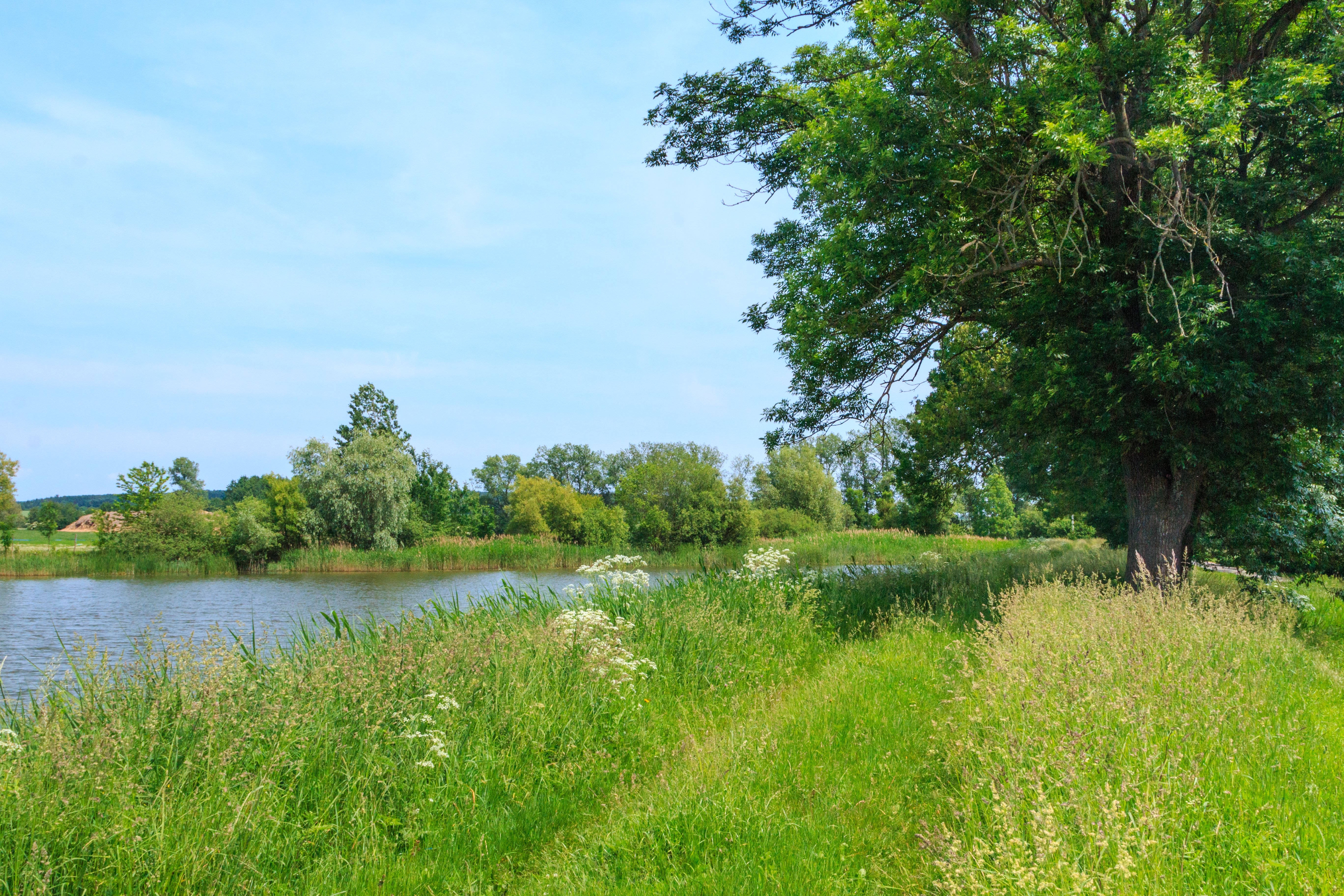
pohled na Bílý rybník u Kamenského dvora
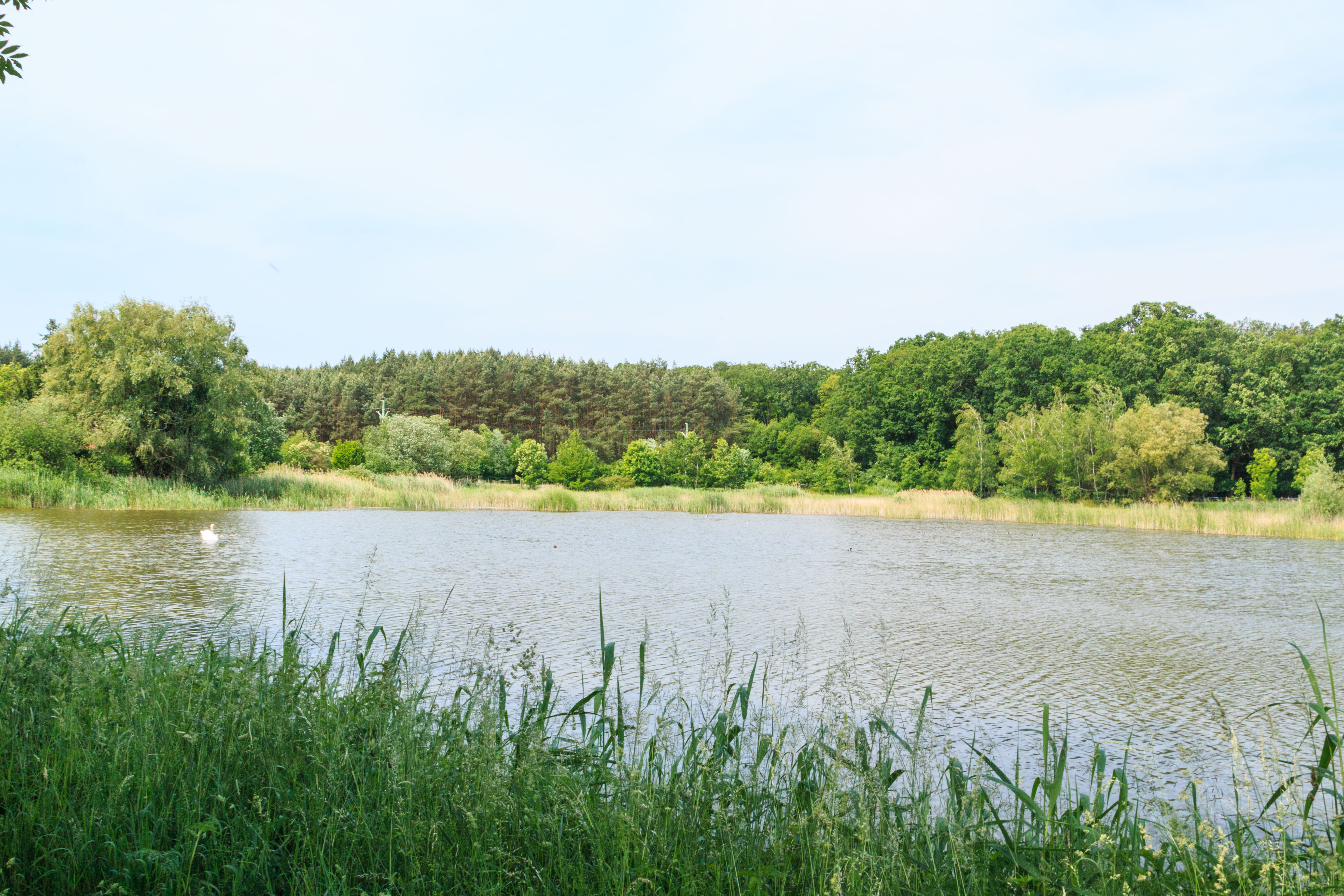
pohled na Bílý rybník u Kamenského dvora
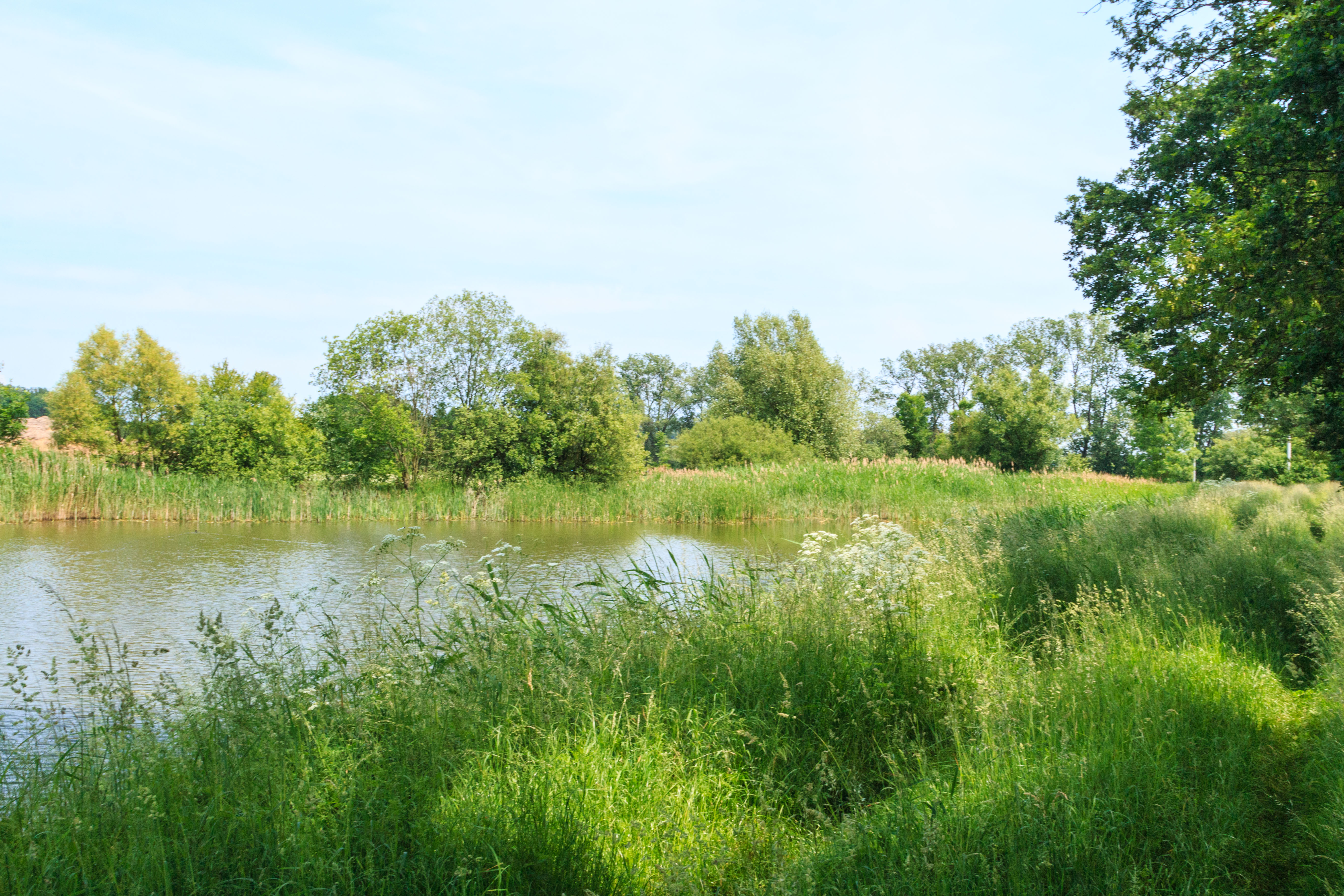
pohled na Bílý rybník u Kamenského dvora